# A6 (Polen)
De A6 of Autostrada 6 is een autosnelweg in het uiterste noordwesten van Polen in het woiwodschap West-Pommeren. De weg is eigenlijk een voortzetting van de Duitse snelweg A11 die vanuit Berlijn naar de Poolse grens loopt. Vanaf de grens vormt de snelweg A6 de rondweg van de stad Szczecin. Het totale traject van de snelweg bedraagt bijna 29,2 km. Het vervolgtraject naar Gdańsk is een normale tweebaansweg, de Droga Krajowa 6.
De A6/DK6 is onderdeel van de Europese weg 28.

## Geschiedenis
De huidige snelweg A6 is reeds gebouwd tijdens het Derde Rijk. De rondweg van Stettin moest deel uit gaan maken van het westelijk traject van de snelweg Berlinka die aangelegd zou moeten worden tussen Berlijn en Koningsbergen, de belangrijkste stad van Oost-Pruisen. Dit was toen echter al schier onmogelijk, omdat Polen na het Verdrag van Versailles een landcorridor had tussen Oost-Pruisen en de rest van Duitsland. Toen na de Tweede Wereldoorlog de Duitsers uit Polen en Oost-Pruisen waren verdreven heeft men de Berlinka nooit voortgezet. Latere plannen om de snelweg vanaf Szczecin te verlengen tot bij de stad Gdańsk hebben het tot nu toe niet gered, vanwege het kostenaspect. Wel worden sommige delen van de weg opgewaardeerd tot expresweg.